# Medetera breviseta
Medetera breviseta är en tvåvingeart som beskrevs av Octave Parent 1927. Medetera breviseta ingår i släktet Medetera och familjen styltflugor. Inga underarter finns listade i Catalogue of Life.